# Джост, Тайсон
Тайсон Джост (англ. Tyson Jost; род. 14 марта 1998, Сент-Альберт) — канадский хоккеист, нападающий клуба «Баффало Сейбрз» и сборной Канады по хоккею.

## Карьера

### Клубная
На юношеском уроне играл за команду «Пентиктон Вис»; по итогам сезона 2015/16 он набрал 104 очка (42+64), собрав ряд наград «Национальный игрок года», а также «Самый ценный игрок BCHL», «Лучший нападающий Канадской юниорской лиги». На драфте НХЛ 2016 года был выбран в 1-м раунде под общим 10-м номером клубом «Колорадо Эвеланш». Он продолжил свою карьеру в студенческой команде «Норт-Дакота Файтинг Хоукс», где стал вторым игроком команды по результативности.
29 марта 2017 года подписал с «Колорадо Эвеланш» трёхлетний контракт новичка. Дебютировал в НХЛ 31 марта в матче с «Сент-Луис Блюз», который «Колорадо» выиграло со счётом 2:1 в серии буллитов. 6 апреля в матче с «Миннесотой Уайлд» забросил свою первую шайбу в НХЛ, а «Миннесота» выиграла матч со счётом 4:3.
19 октября 2019 года в матче с «Тампой-Бэй Лайтнинг» оформил свой первый хет-трик и помог «Колорадо» победить со счётом 6:2.
18 октября 2021 года подписал новый контракт сроком на один год.
15 марта 2022 года был обменян в «Миннесоту Уайлд» на Нико Штурма.
18 ноября 2022 года «Миннесота» выставила Джоста на драфт отказов, откуда его забрал «Баффало Сейбрз».
2 июля 2024 года в качестве свободного агента подписал однолетний контракт с «Каролина Харрикейнз» на сумму $775.000.

### Международная
В составе юниорской сборной Канады играл на ЮЧМ-2016, на котором канадцы заняли четвёртое место, уступив в матче за бронзу сборной США со счётом 10:3. При этом Джост стал лучшим бомбардиром сборной и всего турнира и вошёл в команду всех звёзд.
В составе молодёжной сборной играл на МЧМ-2017, где стал серебряным призёром и заработав на турнире 4 очка (1+3).
В составе сборной Канады играл на ЧМ-2018 и ЧМ-2019, где в 2019 году стал серебряным призёром.